# Gunnar W. Lundberg
Gunnar Wilhelm Lundberg, född 17 april 1903 i Södertälje, död 4 maj 1986 i Provence, Frankrike, var en svensk konsthistoriker och kulturråd i Paris.

## Biografi
Lundberg blev filosofie licentiat vid Uppsala universitet 1931, och studerade därefter konst och litteratur vid Sorbonne och École du Louvre i Paris. Han grundade 1933 Institut Tessin i Paris, och blev dess förste direktör. År 1946 blev Lundberg kulturattaché vid svenska ambassaden i Paris. Lundberg var kommissarie vid ett flertal svenska utställningar i Paris 1937–63, inrättade ett Bernadottemuseum i Pau 1951 och var ordförande för Societé des amis du Musée Bernadotte samt styrelseledamot i Societé de l’histoire de l’art française. År 1940 grundade han även ett svenskt konsthistoriskt bibliotek i Prins Pauls museum i Belgrad. Han utgav Bulletin historique du Royal-suédois tillsammans med André Desfeuilles 1938–54 och Bulletin du Musée Bernadotte tillsammans med Françoise Debaisieux från 1956. Han blev filosofie hedersdoktor i Uppsala 1972 och ledamot av Kungliga Skytteanska Samfundet 1977. 
Åren 1925–29 var Lundberg gift med skådespelerskan Olga Appellöf, och därefter med Ragna Abigael (Monne) Stang Braadland från 1929.